# Lagochilus inebrians
Lagochilus inebrians, conhecida pelos nomes populares: "menta inebriante", "menta do Turquestão", "menta intoxicante" e outros nomes, é um membro da família Labiatae. A etimologia do nome vem das palavras gregas lagos e cheilos, literalmente significando lebre e lábio e inebrians significando intoxicante. O nome reflete a morfologia do lábio superior da flor.
Encontra-se amplamente distribuída nas províncias de Samarkand e Bukhara do Uzbequistão. É encontrado também em algumas áreas do Turcomenistão e do Tajiquistão.

## Usos
Na medicina popular da Ásia Central a menta intoxicante é utilizada como estrítico. O efeito hemostático da planta é devido à presença de vitamina K e taninos em sua composição. A forma seca da planta coletada durante o período da floração é utilizada como um produto medicinal.

### Medicinal
Infusão, decocção ou tintura interrompem sangramento, selam os vasos capilares, reduzem a pressão sanguínea, tem efeitos anticonvulsivos e propriedades anti-alérgicas, contribuindo para a redução da pressão intraocular do glaucoma, melhora a visão e a sensibilidade à cores.
A menta intoxicante é usada em hemorragias traumáticas, nasais, pulmonares, hemorroidais, uterinas e outras. É recomendado seu uso para casos de longos e pesados ciclos menstruais, ou antes uma grande intervenção cirúrgica e hemofilia.
Preparações internas e topicais desta planta reduzem o sangramento e aceleram a reabsorção de hematomas. Elas são usdas em tratamento de glaucoma, reumatismo, neurastemia, eczema e para aumentar o desempenho físico em climas quentes.

## Ligações Externas
- http://www.erowid.org/library/books_online/golden_guide/golden_guide.pdf
- http://www.sagewisdom.org/lagochilus.html
- http://www.erowid.org/library/books_online/golden_guide/g41-50.shtml